# Гимн обречённых (Гойда, орки!)
«Гимн обречённых (Гойда, орки!)» — антивоенный музыкальный сингл российской рок-группы «Ногу свело!», написанный в 2022 году и посвящённый российским солдатам и россиянам, поддерживающим вторжение России на Украину. Видеоклип создан мультипликатором Олегом Куваевым.

## Текст песни
Пускаем газы и нефть бурим.

Пусть курит Третий Рейх, мы — Третий Рим!

Решит начальник за нас с тобой,

Кто грузом 200 полетит домой!

Песня является своеобразной пародией на военный марш. Название песни совмещает этнофолизм «орки», которым обычно украинцы называют российских солдат, с кличем «Гойда!», применённым Иваном Охлобыстиным. В песне упомянуты груз 200, Третий рейх и «Новичок».
Для меня как для профессионала самой высокой оценкой этой песни является тот факт, что Олег Куваев откликнулся на предложение о коллаборации и создал свой шедевр. Кстати, из положительных персонажей там только Масяня и Макс, хотя по поводу второго не мне решать…
В какой-то момент мне стало необходимо поделиться тем, что у нас происходит, и вот как на это отреагировал Дмитрий Быков: «Наконец ваша безбашенность вошла в резонанс с эпохой». 
Может быть, мы не зря занимаем своё место под солнцем.Максим Покровский

## История создания
Песня была создана во время российско-украинской войны и является протестом против военных действий. По словам Покровского, мелодия песни пришла ему в голову во время полета в Нью-Йорк из Европы. Клич «гойда» он воспринял как исходный материал. По словам автора, клип и песня обращены к тем, кто в состоянии увидеть «орков» и отличить себя от них.
Инициатором сотрудничества с мультипликатором Олегом Куваевым была музыкальная группа. В то время как Ногу Свело занимались музыкальной частью, Олег Куваев работал над клипом. Куваев был ответственным за персонажей и содержание клипа
. Идея добавить свисток, в который свистит Масяня в клипе, принадлежала жене Покровского. В начальной версии песни упоминались Филипп Киркоров и группа Любэ, но было решено не называть имён людей из шоу-бизнеса.

## Клип
Музыкальной клип к песне создан мультипликатором Олегом Куваевым, и содержит множество отсылок к фильмам и карикатур на реальных личностей. Например, Иван Охлобыстин изображён как вылезший из-под земли ксеноморф из фильмов Чужой с головой Голлума. Некоторые россияне представлены как марширующие орки и зомби, беснующиеся у картины Явление Христа народу. Владимир Путин изображён измазанным в крови. Также видны фразы: «Можем повторить», «И своих, и чужих убиваем», «Своих не хороним». В клипе многократно появляется символика военного вторжения. Колонна техники, изображённая в стиле фильма «Безумный Макс», разбивается о коробку со знаком «a» (логотип Amazon), окрашенную как флаг Украины, что отсылает к поставкам вооружения из Западных стран. Также в клипе присутствуют некоторые кадры и персонажи из мультсериала «Масяня».
По мнению издания «Meduza», клип является «монструозной плакатной агиткой».